# Es Riu de Santa Eulària
La playa Es Riu de Santa Eulària está situada en Santa Eulalia del Río, en la parte oriental de la isla de Ibiza, en la comunidad autónoma de las Islas Baleares, España.
Es una playa con un elevado grado de ocupación y que goza de los servicios típicos de una playa urbana. A 500 m se encuentra el Puerto Deportivo de Santa Eulària d'es Riu.